# 船名
船名（せんめい）とは船の名前である。狭義には軍艦以外の船舶の名前を指し、その場合、軍艦の名前は「艦名」と呼ばれる。
船舶には（車両や航空機とは異なり）一隻ずつ固有の名前が与えられることが多い。

## 商船の命名慣例

### 日本の船名

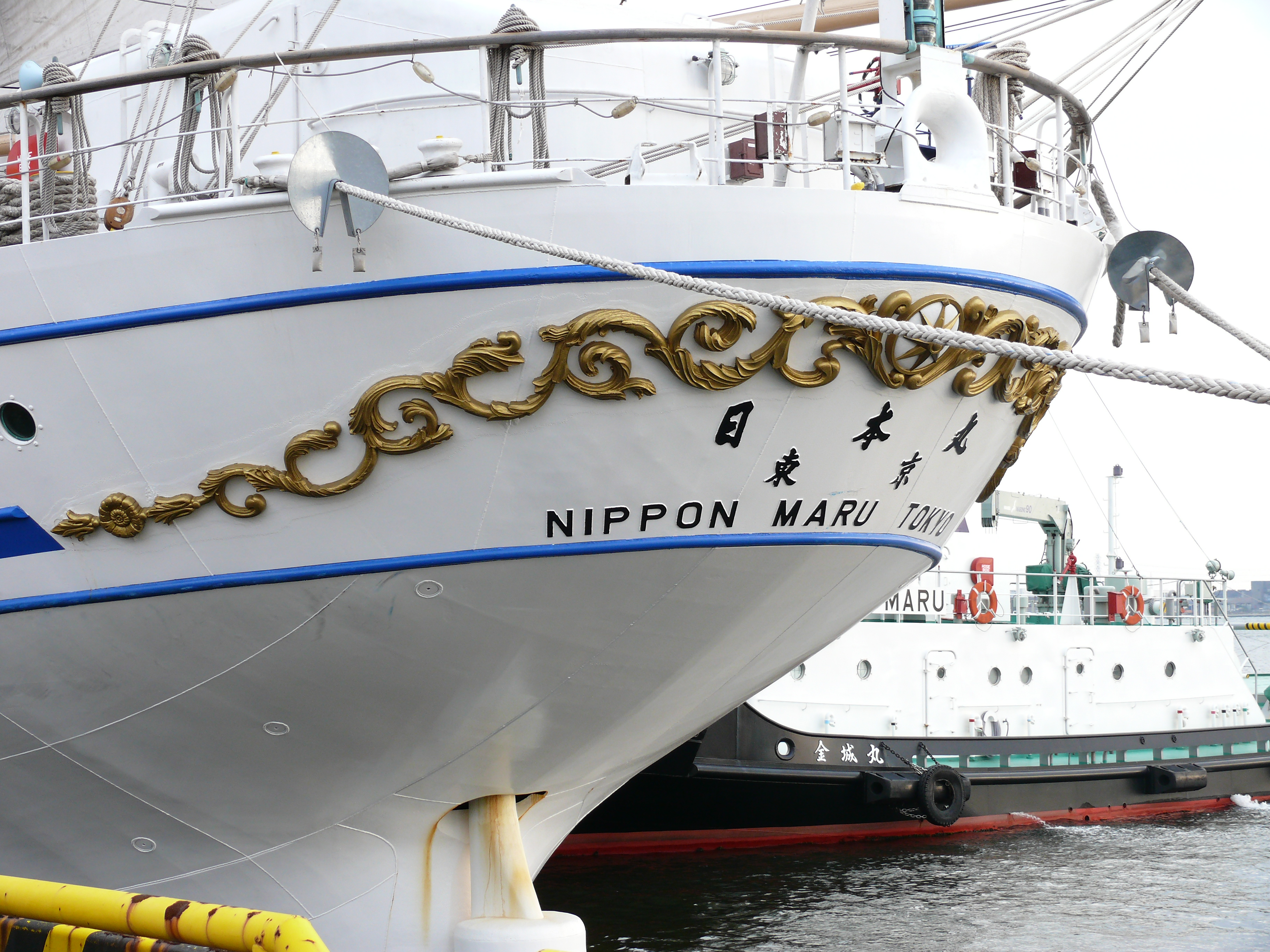
日本丸II世の船名および船籍港表示

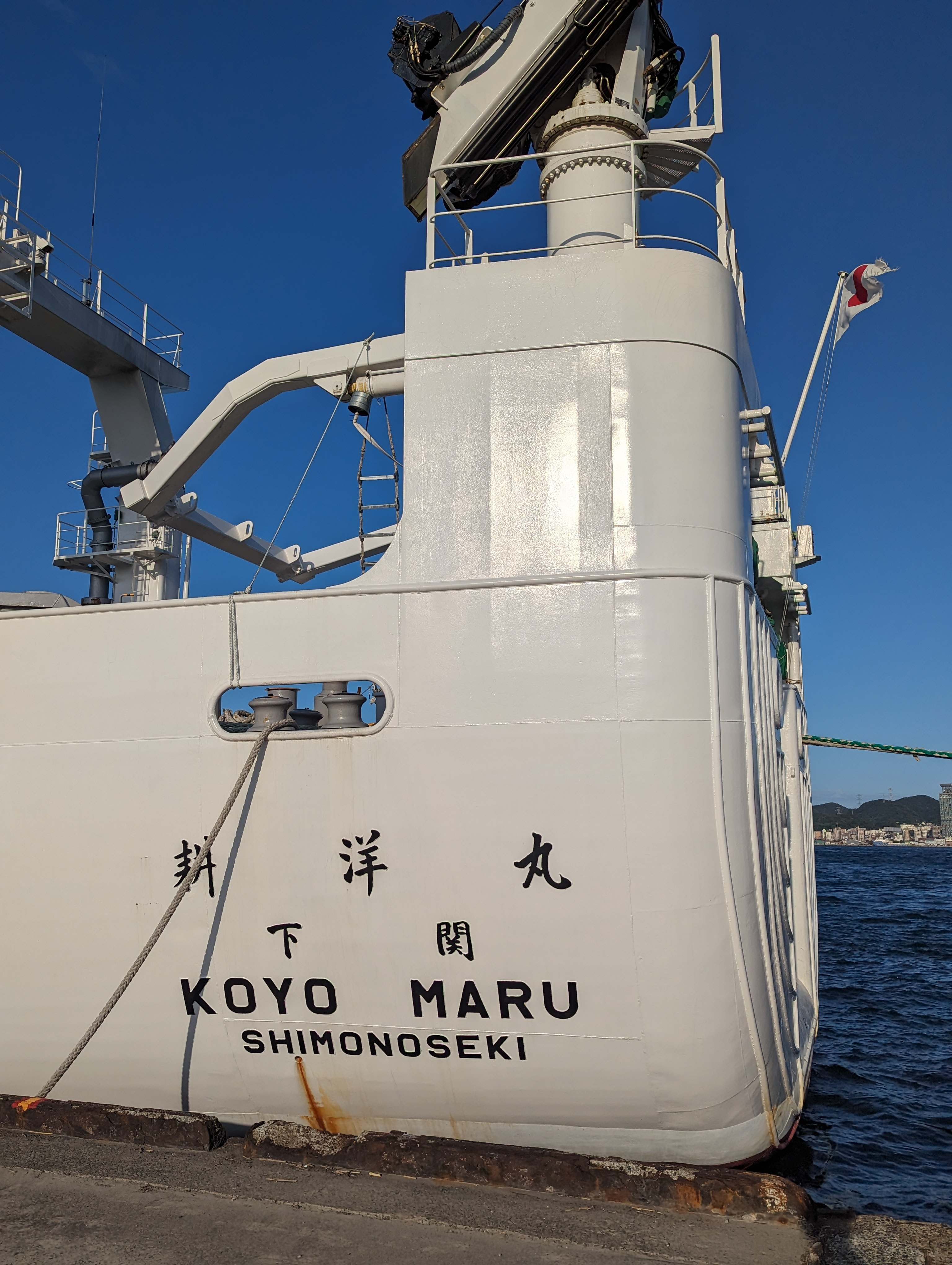
水産大学校練習船の耕洋丸の船名および船籍港表示

日本に船籍を持つ船は、船舶法により、船名と船籍港を管海官庁（地方運輸局等）に登録することが求められる。登録が受理されると、管海官庁から20トン以上の船には船舶国籍証書、20トン未満の船には船籍票が交付される。それには船名と船籍港その他が記載されており、航海中の船長は必ず所持していなければならない。また船首両側と船尾外部の見やすいところに船名を表示することが求められる。船名の表記は、2002年にアルファベット表記が認められるまでは漢字・ひらがな・カタカナのみが認められ、数字も漢数字のみだった。
企業が所有する船舶の場合は各企業ごとに命名の慣例があり、海運会社ではその所有するフェリーに河川や花の名前を付して特徴を出したり（「さんふらわあ」とひらがな書きにするなど）、社名や社長の名前の一部を入れたりして区別した。漁船や貨物船を中心に、船名の頭に「第X」と番号をつけて区別する（「第五福竜丸」など）こともある。
日本では「日本丸」のように、名前の最後に「丸」を付した船名が多い。1900年（明治33年）に制定された「船舶法取扱手続」（明治33年逓信省公達第363号）では「船舶ノ名称ニハ成ルベク其ノ末尾ニ丸ノ字ヲ附セシムベシ」（船舶の名称はなるべく、最後を丸とすること）と「丸」の付加を推奨しており、2001年の訓令改正で条項が削除されるまで続いた。
記録に残るもので「丸」の語尾を持つ最古の船は、1187年（文治3年）の仁和寺の文書に記された紀伊国住人源末利所有の「坂東丸」である。15世紀に入ると、1404年（応永11年）5月25日付の足利義持教書の中にある御用船として「御所丸」「御産丸」「八幡丸」の名がある。江戸時代には、軍船（将軍御座船「安宅丸」など）や、弁才船などの商船に多くの例がみられる。近代の船舶法取扱手続の規定もそれを踏まえたものであるが、そもそもなぜ「丸」が日本の船名に付けられたのかは諸説があって判然としない。説のいくつかは、「まろ（麻呂・麿）」の転化から「丸」が人名に使われたこととの関連がある。
- 人格説[1][3]

古来、船を人に見立て、名や位階を与える慣習があった（752年の遣唐使船のうち帰国した2隻は「播磨」「速鳥」の名を持ち、758年に従五位下に叙されている）。人名に「丸」が用いられることから、船にも「丸」が与えられたとするもの。
- 愛称説[1][2][3]

平安期以降、刀や犬のように、広く愛されるような所有物（あるいは大切な所有物）に対して、人名に準じて「丸」をつける慣習が生まれた（刀では鬼丸・膝丸など）。船にもその慣習が及んだとするもの。新井白石と野宮定基の問答集である『黄白問答』に登場する説で、愛称としての「丸」が『万葉集』にまで遡り、船名の方が後出する。
- 境界説

童名を意味する「丸」が船にも用いられたとする説。網野善彦によれば、中世社会の人々は「童」に神仏の世界につながる力を見出しており、「丸」という字も神仏世界と俗界を媒介する役割を果たすと考えた。船や武器や楽器に「丸」が付けられたのはこれに関係するという（幼名#備考を参照）。
- 城郭説[1][3]

城郭の曲輪を「丸」と呼ぶことに由来するとの説。船を城に見立たもの。天保年間に成立した『駿国雑志』にも掲載された説だが、城郭用語としての「丸」の初出に遡るという問題点がある。
- 問丸説[2][3]

中世の問丸が所有する船に「丸」を用いたことから、屋号とする説。1735年（享保20年）成立の『小栗実記』にも登場する民間語源だが、屋号としての「丸」との関連性が不明瞭という指摘がある。
「丸」は日本船の名前の特徴として海外でも知られており、日本船はマル・シップ（Maru-ship）と通称することがある。日本の船主が外国に船体を貸し出し、外国船員を乗り組ませてチャーターする方式もマルシップと呼ばれる）。第二次世界大戦中にアメリカ陸軍航空軍が日本海軍の艦艇を模して作った対艦標的には、「ミューロック丸（Muroc Maru）」の名がつけられたほか、海外のフィクションにも、『スタートレック』シリーズの「コバヤシマル」のように「丸」の名を持つ船は登場する。

## 軍艦の命名慣例

### 概要
国家の所有物である艦艇の名前は国ごとに特徴があり、日本のように艦種毎に慣例が決まっている国もあれば、イギリスのように融通無碍に決めている国もある。国を問わずよく使われるのは自国内・領有主張している地域の地名（建造費用を寄付した地域の名をつけることもある）、国外戦勝地名、歴史上の人物や戦功ある軍人の人名、神話伝説にちなんだ名である。ただかつての大英帝国をはじめ艦艇数が多い国ほどこれだけでは足りなくなり、動植物、天象気象、印象のよい抽象名詞・形容詞など多彩な名前が使われる。多数が建造される艦艇では「伊号第十七潜水艦」「第一号海防艦」「PT109」など記号・数字のみのことも多い。

#### 級名
一般に軍用艦艇は運用上の便益とコスト抑制のため共通の設計から複数の船を建造しており、同一の設計からなる船をまとめて「級」(Class) や「型」(Type) と呼ぶ。級や型の名前はたとえば「秋月型駆逐艦」のようにその中で最初に建造された船（ネームシップ、一番艦、Lead ship）の名前を取るのが原則である。事情により建造が一隻だけの場合は個艦名が級名・型名と等しくなる。ただし「フラワー級コルベット」のように艦名を共通のカテゴリーの単語で揃えてその意味を級名とするもの、「O級駆逐艦」のように頭文字を揃えてその文字を級名とするもの、「42型駆逐艦」のように数字だけのものもある（さらに「22型フリゲートバッチ2」のように細分する）。同じ級・型の艦を互いに「姉妹（しまい）艦」と言うことがある。

#### 頭語
艦艇の場合、正式名称には艦名に頭語 (prefix) を付けることも多い。ひとつには文章中で艦名の元になった単語（特に固有名詞）や他国の艦艇、民間の船との混同を防ぐためである。アメリカ海軍では「USS」(United States Ship) であり、例えば「ロング・ビーチ」は「USS Long Beach」が正式名称である。同様にイギリス海軍などでは普通「HMS」（His または Her Majesty's Ship）が用いられる（His/Herは君主の性別に合わせる）。フランス海軍では「FS」(French Ship)、または「FNS」(French Navy Ship)、韓国海軍は「ROKS」(The Republic Of Korea Navy Ship) を艦名に付けた物がその艦の正式名称となる。一方でドイツ海軍や日本の大日本帝国海軍にはこのような慣習が無く艦名はそれ自体が艦の正式名称である。海上自衛隊では外国語名称に「JDS」(Japan Defense Ship) を付与してきたが、近年「JS」へと変更された。同様に中国人民解放軍海軍の艦艇も頭語を持たないが台湾の海軍には「ROCS」(Republic Of China Ship) の頭語がある。
以下各国の命名状況を解説する。記載は国名の五十音順による。

### アメリカ
アメリカ合衆国軍艦を示す USS は UNITED STATE'S SHIP（またはSTEAMER）の略。最近まで命名は艦種ごとに明らかであったが、特に原子力推進艦登場以降規則が崩れてきている。戦没艦の名称を顕彰の意を込めて新造艦の艦名として即座に継承することも特徴である。イギリスとの重複を避けるためか地名・人名の固有名詞が多い。

#### 第二次世界大戦終了頃まで
- 戦艦：州名 - ワシントン、ニューヨークなど
- 巡洋艦：都市名 - ボルチモア、インディアナポリスなど
- 正規空母：古戦場名、独立戦争等の殊勲艦名 - ヨークタウン、バンカー・ヒルなど
- 護衛空母：湾名、海峡名、後に戦場名も - コメンスメント・ベイ、ケープ・グロスターなど
- 駆逐艦：人名（海軍の将官や艦長が基本。海軍パイロット（マクラスキー等）、アメリカ海兵隊将兵（ニコラス、オバノン等）などの例外もある）
- 潜水艦：水棲生物名 - ブラックフィッシュ、ブルーバックなど

#### 原子力推進艦登場以降
- 弾道ミサイル搭載原子力潜水艦
アメリカ最初の潜水艦発射弾道ミサイルを搭載した原子力潜水艦 SSBN-598 には「ジョージ・ワシントン」（George Washington、初代大統領）の名前が与えられ、以後はイーサン・アレン級、ラファイエット級、ジェームズ・マディソン級、ベンジャミン・フランクリン級などのように人名から艦名がとられていた。
1981年に一番艦が就役したオハイオ級からは、かつて海軍の主力艦であった戦艦と同様にアメリカの州名を当てている。
- 攻撃型原子力潜水艦
世界最初の原子力潜水艦が「ノーチラス」（Nautilus SSN-571、オウム貝）と名づけられたように、当初は第二次世界大戦と同様に水棲生物の名前から取られていたが、1976年に一番艦が就役したロサンゼルス級からは、かつて重巡洋艦に採用された都市名が使用されている。続くシーウルフ級では建造された三隻がそれぞれ「シーウルフ」（SN-21、オオカミウオの一種。水棲生物名）、「コネティカット」（SSN-22、州の名前）、「ジミー・カーター」（SSN-23、元大統領の名前。人名）という、三隻とも異なる命名源から取られた艦名を持ち、続くバージニア級では州名が使用されている。
- 原子力巡洋艦
最初の原子力巡洋艦には「ロングビーチ」（Long Beach CGN-9、都市名）の名前が与えられたが、以後はカリフォルニア級、バージニア級のように主に州名から取られている。ただし「トラクスタン」（Truxtun CGN-35、人名）は例外である。
- イージスシステム搭載艦
イージス巡洋艦の一番艦は「タイコンデロガ」（Ticonderoga CG-47、アメリカ独立戦争の激戦地）と命名され、以後は戦場名を基本にしているが例外も多い。イージス駆逐艦の一番艦は「アーレイ・バーク」と命名され、以後は人名を基本としている。
- 航空母艦
CV-1ラングレーは人名から取られた。CV-2レキシントン及びCV-3サラトガは巡洋戦艦からの改造である。以降の航空母艦は帆船時代からの殊勲艦名が引き継がれている。
第二次世界大戦後に建造された通常型空母であるフォレスタル級とキティホーク級までは殊勲艦名を中心として、地名、人名などが混じる命名がなされていたが、ニミッツ級原子力空母以後は人名を基本（ジョージ・ワシントン、ロナルド・レーガンなど）としている。
- 揚陸艦
ヘリコプターとV/STOL機を運用する空母型の強襲揚陸艦には「イオー・ジマ」（硫黄島、太平洋戦争の激戦地）、「タラワ」（Tarawa、同左）、「インチョン」（仁川、朝鮮戦争で唯一の上陸戦が行われた）等のアメリカ海兵隊が参加した過去の激戦地の地名を用いていたが、ワスプ級以降は殊勲艦名が使用されている。
またドック型揚陸艦では「ホイッドビー・アイランド」(Whidbey Island) のように地名が使用されている。

### イギリス
イギリスの艦船命名は原則が定まっておらず、艦種ごとの命名法は重巡洋艦に州名を当てたカウンティ級重巡洋艦・ヨーク級重巡洋艦程度である。
艦名は王族・軍人・政治家・神話の人名、戦勝地などの地名、建造物名、勇壮な意味を持つ単語などからとられることが多い。また英軍が敵艦（例えばフランス艦）を捕獲して編入した場合、フランス語風の名前をつけることが多かった。
また国王の即位前後に進水する艦にその名をつける慣習があった。この例外は「キング・ジョージ5世」で、国王のジョージ6世のリクエストで 父王であるジョージ5世の名で命名され、ジョージ5世時代のキング・ジョージ5世級戦艦の1番艦と同名となった。
同じクラスの艦には同種の名を付ける傾向があり、その場合それが級名となる。フラワー級コルベット（花名）、リバー級フリゲート（河川名）、トライバル級駆逐艦（世界各国の種族名）などであり、いずれも「フラワー」「リバー」「トライバル」という艦は存在しない。また同型艦の頭文字を統一する命名慣習もあり、それにもとづいてR級戦艦、C級巡洋艦（30隻近く建造）などと呼称することがある。この慣習はイギリスの影響が強いインドやシンガポールの海軍などにも見られる。
大英帝国時代には非常に艦艇数が多く、外国の陸軍軍人（マーシャル・ネイ級モニター）、シェイクスピアの戯曲の登場人物（シェイクスピリアン級トロール船）など珍しい由来の名づけ方も見られた。大破した駆逐艦「ズールー」と駆逐艦「ヌビア」を結合した際に、艦名も結合して「ズビアン」という混成語をつけたこともある。
なお上記の「HMS」についてだが、各時代の「シップ」の定義に含まれない艦艇、例えばスループやカッター、さらにかつては基地や軍刑務所など陸上施設についても「HM スループ」のような接頭辞が付いた。その後「HMC」（HM カッター）のように3文字で略記されるようになり、ほとんどの艦艇と陸上設備の接頭辞は「HMS」に統一された。

### イタリア
イタリア海軍では艦の艦名に人名を主用しており、それに多少の地名などが混じる命名がなされている。用いられる人名には古代ローマ時代を含むイタリア史に登場する偉人の名前の多くが採られている。それらは政治家や軍人にとどまらず弩級戦艦の「ダンテ・アリギエーリ」(Dante Alighieri) や、コンテ・ディ・カブール級戦艦とサウロ級潜水艦の共に三番艦に「レオナルド・ダ・ヴィンチ」（S-520、Leonardo da Vinci）のような文化人としても有名な人物の名前を含む。
用いられる地名には、「ローマ」(Roma) やボルツァーノ (Bolzano) といった戦勝地が多い。
また、マエストラーレといった気象や、アクイラ（ワシ）といった鳥などの自然や、キメラなど神話からの命名もある。ただしキリスト教由来の命名はサン・マルコ（聖マルコ）他を除いて非常に少ない。
その他「リットリオ」（Littorio、ファシスト党のシンボル。後に「イタリア」と改名）などの第二次世界大戦中に建造されたヴィットリオ・ヴェネト級戦艦の艦名はファシスト党主導で命名されたため例外的な名称が用いられている。
特定の人名は多用されており、イタリア統一の英雄である「ジュゼッペ・ガリバルディ」(Giuseppe Garibaldi) や「コンテ・ディ・カヴール」(conte di Cavour)、アンドレア・ドーリア (Andrea Doria) などは何度も使用されている。これら人名の一部（王族の人名）はアメリカ海軍の様に「ファーストネーム+ラストネーム」ではなく、称号を併記しているものがある点がイタリア海軍の特徴となっている。このような名前は日常会話や戦闘通信において省略された形で用いられているが、このような慣用名称は記録されることが少ないため、資料などではあくまで長い正式名称で通すことになる。

### ウクライナ
種類に関わらず原則として都市名・地域名が艦名として与えられている（「ルーツィク」、「ドンバス」など）。その他には人名も見られるが、数は少ない（「ヘーチマン・サハイダーチヌイ」など）。内訳はウクライナ・コサックかソ連時代のウクライナの著名人など比較的ウクライナ人の民族アイデンティティーと結び付けやすい時期の人名が多く、キエフ大公国やハールィチ・ヴォルィーニ大公国などあまりに古い時代のウクライナの著名人の名は用いられていない。特殊な例としては、「ザポロージャ・シーチ」（ザポロージャ・コサックの根拠地の名称）と名付けられた艦が存在する。
ウクライナ海軍の艦艇は旧ソ連海軍の黒海艦隊の約半分を受けついだものだが、艦名はほとんどがソ連時代の名称から変更されている。ただし、「コスチャントィーン・オリシャーンシクィイ」はソ連時代の名称（ロシア語名）をウクライナ語名に直しただけである。ウクライナ国家国境庁の管轄である海上警備隊艦艇も同じような状況であるが、こちらにも「ザポロージャ・シーチ」と命名された艦艇が存在する。
かつて存在したウクライナ人民共和国やウクライナ国の海軍では、ロシア帝国の黒海艦隊の艦艇を引き続き運用した。ウクライナ人民共和国海軍では艦艇の名称はロシア帝国およびロシア共和国海軍時代のものを使用していたが、ウクライナ国海軍では民族主義者に対する懐柔政策の一環としてウクライナの事物に因んだ改名が実施された。その結果選ばれた名称はウクライナの都市名やウクライナ史上の人名であったが、他国と比較した場合、人名に政治・文化の分野で活躍した人物（文人）が多く含まれていた点が特徴として挙げられる。これは、ウクライナ史上の著名人物のほとんどがウクライナ・コサックであるか、ウクライナの言語や文化、歴史の研究家であるか、作家・詩人であるかに限られたためである。軽巡洋艦「タラース・シェウチェーンコ」（タラス・シェフチェンコはウクライナの作家、詩人、歴史研究家）や防護巡洋艦「ヘーチマン・イヴァーン・マゼーパ」（イヴァーン・マゼーパはウクライナ・コサックのヘーチマン）がその典型例である。ただ、これらの改名は一貫した規則のあるものではなく、一般に巡洋艦には人物名が付けられることが多かったものの、駆逐艦にもやはり人名は見られた（ウクライナ近代文学の始祖イヴァーン・コトリャレーフシクィイなど）。また、改名はすべての艦艇には浸透せず、ロシア時代の艦名を引き続き使用したものも多かった。

### オーストラリアとニュージーランド
イギリス連邦に所属しているオーストラリアは国家元首がイギリスの君主であるため、オーストラリア海軍 (Royal Australian Navy; RAN) 軍艦の正式な艦名にはHMAS (Her/His Majesty's Australian Ship) が艦名の前に付く。同様にニュージーランド海軍 (RNZN) の艦名にはHMNZSが付く。
オーストラリア海軍では、かつてはイギリスと同様な命名方法を取っていたが、小所帯な海軍であるため現在では主要な艦艇は地名で事足りている。コリンズ級潜水艦では人名が採用されたが、アメリカやイタリアなどとは異なりラストネームのみを艦名としている。
オーストラリアとニュージーランドが共同で開発したアンザック級フリゲートのオーストラリア側の8隻には主に都市名が採用されているが、そのうちの「パラマッタ」(Parramatta)、「トゥウンバ」(Toowoomba) などは元々アボリジニの言葉からとられている。一方のニュージーランドでは取得分の2隻に「テ・カハ」（Te Kaha、勇気の意）、「テ・マナ」（Te Mana、身分、権威の意）という先住民族であるマオリ族の言葉から艦名が取られている。ニュージーランド海軍の主要な艦艇はこの2隻で全てであるが、これ以前に主力としていたイギリスのリアンダー級フリゲートや現用の掃海艇などにもマオリ語と思われる単語が見うけられる。このように自国独自の言語を使うことで他の英語国の艦名との重複を避けることができる。

### ソ連・ロシア
ソ連・ロシアでは都市名、人名が主要な命名源となっている。ソ連海軍では「第二十六回共産党大会記念」（Imeni XXVI syezda KPSS、デルタIV型のK-51）や「ムルマンスク青年共産党員」（Murmansky Komsomolets、ヴィクターIII型のK-358に与えられた名誉艦名）のような共産党を称える艦名が見うけられたが、ソビエト連邦の崩壊後は次々に改名されて、現在のロシア海軍にはほとんど在籍していない。
例えばソ連海軍初の本格的空母である11435型重航空巡洋艦の一番艦は設計時点では「ソビエト連邦」(«Сове́тский Сою́з») と命名され、以降「リガ」(«Ри́га»)、「レオニード・ブレジネフ」(«Леони́д Бре́жнев»)、「トビリシ」(«Тбили́си») と次々に改名された挙句に「ソビエト連邦海軍元帥クズネツォフ」（«Адмира́л фло́та Сове́тского Сою́за Кузнецо́в»、通称アドミラル・クズネツォフ）に落ち着いた。同二番艦は「リガ」から「ヴァリャーグ」(«Варя́г») 」に改名されたが、ソ連が崩壊し建造地であったウクライナから未完成のまま中国にカジノ施設用途のスクラップとして売却されたが、結局は「遼寧」として完成された。同様にキーロフ級原子力ミサイル巡洋艦は、一番艦が「キーロフ」(«Киров») から「アドミラル・ウシャコフ」(«Адмирал Ушаков») へ、二番艦「フルンゼ」(«Фрунзе») が「アドミラル・ラザレフ」(«Адмира́л Лазарев») へ、三番艦「カリーニン」(«Кали́нин») が「アドミラル・ナヒーモフ」(«Адмирал Нахимов») へ、四番艦が「ユーリ・アンドロポフ」(«Юрий Андропов») から「ピョートル・ヴェリーキー」（«Пётр Вели́кий»、ピョートル大帝）に改名されている。このように現在のロシア海軍ではかつての連邦国家に所属し、現在は独立国家となった国々の地名や共産党に関連する名前を廃し、帝政ロシア時代との連続性を強調する命名を行っている。
ソ連では潜水艦に個艦名が無くK-19、K-219の様に番号で呼ばれていた。同一設計からなる艦のグループを指す場合は開発計画番号で呼ばれている。イギリスやドイツでも本来の級名とは別に計画番号で呼ばれることがあるが、ソ連では計画番号のほうが主用されていた。例えば攻撃型原子力潜水艦の現在の主力は971型である。最近のロシア海軍では潜水艦に固有の艦名を持たせているが、これは乗組員の請願によるものであり最初のうちは帝政ロシア海軍に所属していた潜水艦の名前を踏襲した動物の名前を採用していたが最近は海軍に資金援助を行った都市や企業の名前に改名する艦（ペルミ市役所からの援助で改装を行ったヴィクターIII型攻撃原潜B-292など）が多い。80年代には潜水艦に与えるNATOコード名がアルファベットを一巡したため、NATOではコード名に新たにロシア語の単語を用いる事とし、971型がアクラ（Akula、ロシア語でサメの意）と命名され、941型がタイフーン（台風）と命名された。アクラの名前が採用されたことは少なくない混乱を生んだ。すなわちソ連にはアクラの名を持つ開発計画があり、この計画によってタイフーン級が建造された他、後に潜水艦が固有名を持つ事になった時、アクラの個艦名を持つ潜水艦 (K-284) が誕生したためである。
ソ連では個々の兵器の名称を非公開としていたため、西側諸国では識別のために北大西洋条約機構が中心となってNATOコードネームを与えて使用していた。ソ連当局でも防諜のために自らの兵器をNATOコードネームで呼ぶことがあった。主要な水上艦艇は例外的に艦名が公開されていたものが多かったが潜水艦に関しては秘匿対象となっていたためコードネームが与えられていた。潜水艦はNATOに識別された順番に英語の単語が与えられていた。命名源は主に通信符牒の単語がアルファベット順に使用された。これらの経緯からNATOコードネームは艦の「型」(Type) であり「級」(Class) ではないとする主張が存在し、実際にそのような書分けを行う資料もある。ソ連では、通常通り1番艦の名称から「級」名を定めていたが、プロジェクト番号やプロジェクト名称の方がより多く使用されている。
最近のロシア海軍は情報公開に積極的で、ソ連時代のように個艦名を秘匿していない。ソ連時代の情報も充分に公開されておりコードネームの必然性は薄れているが、特に艦型・艦級についてはプロジェクト番号では覚えにくいこともあって、冷戦時代の多くの文献で用いられていたNATOコードネームの使用を続ける人々も日本では少なくない。

### 中国
中国人民解放軍海軍の命名基準は、海軍艦艇命名条例（1978年公表、1986年補足、修正）に定められたものを使用している。地名が多く用いられ、艦隊の管轄区分に沿った命名となっており、重複や交錯しないようになっている。北海艦隊の管轄地域では華北、東北、西北の14省、市、区の地名、東海艦隊の管轄地域では華東7省、市と新疆ウイグル自治区の地名、南海艦隊の管轄地域では華南、西南の9省、市、区の地名が用いられる。原子力潜水艦や巡洋艦、戦艦、航空母艦は総参謀部が艦名を定め、駆逐艦やフリゲート、潜水艦などは海軍が命名を行う。新たな艦艇の建設や導入、改名をする際には、認可、命名する指導機関が艦名、舷号を与え、「艦艇命名証書」を発行し、艦艇は「艦艇条令」の規定に従って命名式が行われ、艦艇の命名は「終身制」が取られ、改名は一般的には行わなれず艦艇が退役する際には、その艦名、舷号は命名機関が取り消し、後続の艦艇には付与されない。
海軍艦艇条例による命名基準は以下の通り。
- 巡洋艦、戦艦、航空母艦：省、自治区、直轄市。
- 駆逐艦、フリゲート：大、中型都市。
- 原子力潜水艦：「長征」に通し番号。
- 通常動力型ミサイル潜水艦：「長城」に通し番号。
- 通常動力型潜水艦：「遠征」に通し番号。
- 掃海艦：村。
- ミサイル艇、機雷敷設艦：県。
- 大型揚陸艦：山。
- 中型揚陸艦：河川。
- 補助艦艇：所在海区と性質の名称に通し番号。

なお命名条例に「世界の他の国や地域の船名と異なる」名という条件があり、台湾海軍が先に付けた艦名は自国の地名でも使えなくなる。

### 台湾
台湾の海軍である中華民国海軍（台湾海軍）でも人名・地名が多い。例えば「成功」(Chengkung) 級は中国史の有名人物の名前から、「康定」(Kangding) 級は大陸本土の都市名から名付けられている。アメリカから導入したキッド級は「基隆」DDG-1801 (Keelung)、「蘇澳」DDG-1802 (Suao)、「左営」DDG-1803 (Tsoying)、「馬公」DDG-1804 (Makung) と名づけられた。これらはいずれも都市名で、台湾海軍の艦隊基地が置かれた軍都として知られている。
語頭/語尾を同じ漢字にそろえる命名慣用もある。たとえば「丹陽」12 (Tangyang) や「建陽」912 (Chienyang) のように「陽」を語尾とする二字から成る一連の艦名があり、近年導入されたアメリカのノックス級フリゲイトも「済陽」932 (Chinyang) のように同様の命名慣用によって命名されている。また語頭の字を潜水艦では「海」、掃海艇では「永」、揚陸艦では「中」にそろえており、たとえば現用潜水艦の四隻は「海獅」791 (Haishih)、「海豹」792 (Haibao)、「海龍」793 (Hailung)、「海虎」794 (Haihu) と命名されている。イギリス海軍で頭文字をそろえた級を本来の級名のほかにC級やR級のような頭文字で呼ぶ事があるように、台湾でも字をそろえた級を「陽字号」、「永字号」などと呼称する事がある。

### 大韓民国
大韓民国海軍では艦名に都市や川など地名をつけていたが、張保皐級潜水艦以降の潜水艦と広開土大王級駆逐艦以降の駆逐艦には、歴史上の人物の名前が付けられている。人物名はハングル表記だと同姓同名になりやすいことから、李舜臣級駆逐艦のネームシップ「忠武公李舜臣」や島山安昌浩級潜水艦「島山安昌浩」のように、尊称が添えられることがある。
日本が竹島と呼んで領有権を主張している「独島」や、伊藤博文暗殺事件の犯人である「安重根」のように、日韓関係で議論となっている地名や人物を艦名につけている。

### 北朝鮮
朝鮮人民軍海軍では、長らく個々の艦名を公表しておらず、存在するのかも不明だった。しかし2023年に進水した潜水艦には、「金君玉英雄艦」と命名したことを発表した。

### ドイツ
ドイツ海軍では州名や都市名などの地名、人名などが艦名に用いられる。ただし潜水艦（Uボート）については諸外国のような固有名は与えられず、U103などのように、U○○（○○は、1桁から4桁の数字）を割り振る。
陸軍大国であるドイツでは海軍の船に陸軍軍人の名前が用いられる事が多く、第一次世界大戦の帝政ドイツ大洋艦隊には「フォン・デア・タン」(Von der Tann)、「モルトケ」(Moltke) など多くの陸軍軍人が在籍し、大西洋で戦った。帝政期には艦名の前に「皇帝陛下の艦」を意味するSMS（Seine Majestät Schiff の略）という称がつけられていた。このほか小型艦艇については、勇猛な鳥獣の名前を用いる事例があり動物の名前を持つ級は猛獣級、鳥の名前を持つ級を猛禽級などと称した。
これらの傾向は20世紀を通じて特に変化が無い。第二次世界大戦後の新生ドイツ海軍に就役したケルン級フリゲートには「エムデン」を含む地名の艦名が与えられており、戦後に建造された最初のミサイル駆逐艦（リュッチェンス級）には第二次世界大戦で活躍した三軍の軍人から「リュッチェンス」（Lütjens、海軍軍人）、「メルダース」（Mölders、空軍軍人）、「ロンメル」（Rommel、陸軍軍人）の名前が与えられている。

### 日本
日本では、艦名撰定の標準を設け、艦船に体系的に名前を与えるようになったのは、1874年（明治7年）8月に当時の海軍大輔川村純義が定めて以降のことである。江戸幕府の海軍には「咸臨丸」など「丸」の語尾を持つ軍艦があったが、後に「艦」に改められて「蟠竜艦」などと称した。明治維新の後に、明治20年頃には「艦」も無くなって現在のような表記となった。
使う文字は大日本帝国海軍・大日本帝国陸軍は漢字（軍の船艇で一部ひらがな）。戦後の自衛隊はひらがなである。海上保安庁の場合、測量船や灯台補給船の数字以外は原則ひらがなだが、旧海軍艦の艦名を引き継いだ「宗谷」・「栗橋」、民間から購入した際に船名を引き継いだ「第十八日正丸」「若草」のような例外がある。
明治以後の日本の特徴として、艦船名に人名を当てないことがあげられるが、これは明治天皇から艦名についての下問があり、臣下が諸外国では偉人の名前をとることがある旨奏上したところ、同意が得られず、以後日本では艦名に人名を使用しないこととなった。しかし1982年（昭和57年）に防衛庁（当時）所有の砕氷艦の艦船名を公募したところ、日本で初めて南極探検を敢行した白瀬矗陸軍中尉に因む「しらせ」が上位となった。防衛庁は「しらせ」を艦船名に採用するにあたり、人名ではなく昭和基地近くの地名である『白瀬氷河』（白瀬矗に因む地名）に由来することとし、人名を艦船名には採用できないという問題をクリアしている。

#### 海軍
- 沿革[7]
  - 明治元年、徳川幕府および諸藩から上納された艦船の名称をそのまま使用するが、爾後製造購入する艦船名は海軍卿が選名案を太政大臣に提出することとした。
  - 1874年（明治7年）8月、海軍大輔川村純義は本邦の名山、大川、国名または著名な人名を艦船名とすることを太政大臣経由で天皇に上請奏聞し、同月31日治定する。
  - 1885年（明治18年）12月、海軍大臣は命名に当たって複数の候補艦名を選定し、侍従長経由で天皇に奏聞し治定することが定められる。
  - 1897年（明治30年）3月22日、水雷艇の命名は海軍大臣に委任される。
  - 1905年（明治38年）8月1日、戦艦を国の名、一等巡洋艦を「山の名」とする命名標準および特別・特殊な名称の襲用に関することが定められる。
  - 1921年（大正10年）1月14日、戦艦、巡洋戦艦、巡洋艦以外の艦船の命名は海軍大臣に委任される。
  - 1933年（昭和8年）12月19日、航空母艦の命名に際しては戦艦等と同様に天皇の治定を仰ぎ、命名標準を「特殊名」とすることが定められる。

海軍創生の時期は、海軍省から提出された案を天皇が決定するというものであったが、1921年（大正10年）からは戦艦、巡洋戦艦および巡洋艦以外の艦船は海軍大臣が決定し、その名称を天皇に報告することとなった。
大日本帝国海軍は艦艇の名前に旧国名、山名、河川の名前を使用した。1905年（明治38年）4月23日、当時の海軍大臣山本権兵衛が選定の標準について案を作成し、明治天皇へ内意を伺った。その後明治天皇から下問があったため一部を修正、同年8月1日に至り、戦艦を国の名、一等巡洋艦を山の名とすること、秋津州等の特別な名称の使用、その他沈没艦名の襲用に要する年数などが規定された。計画変更や類別変更、改造によって他艦種となった艦の多くは、元の艦名のまま計画・建造を続行し、あるいは就役し続けていた（戦艦から空母へ艦種変更となった「赤城」、「加賀」。また水上機母艦から空母に改造された「千歳」等）。なお諸外国とは異なり戦没艦、あるいは事故や遭難によって喪失した艦の名（「畝傍」など）は一部を除き襲名されなかった。
以下は、日露戦争以降、太平洋戦争（大東亜戦争）終結までの艦艇の命名基準である。
- 戦艦：旧国名 - 例外として日本の異称である「扶桑」も艦名に使われた。
- 航空母艦：特殊名[7]。昭和18年には山岳名が命名基準に追加された。
- 一等巡洋艦（重巡洋艦）、巡洋戦艦：山の名前。
- 二等巡洋艦（軽巡洋艦）：河川の名前。
- 練習巡洋艦：神社の名前。
- 駆逐艦：天象、気象、海洋、季節に関係のある名、および植物名。八八艦隊計画の進行中は一時的に「第○○駆逐艦」「第○○号駆逐艦」の番号名も用いられた。等級が定められてからは以下のとおり区分けが行われた。
  - 一等駆逐艦：天象、気象、海洋、季節などに関係のある名。昭和18年には植物名が追加された。
  - 二等駆逐艦：植物名。
- 潜水艦：当初は「第○○潜水艦（潜水艇）」と大きさに関係なく通し番号が付与されていたが、等級が定められてからは以下のとおり区分けが行われた。
  - 一等潜水艦：「伊号第○○潜水艦」。
  - 二等潜水艦：「呂号第○○潜水艦」。戦争後期に建造された基準排水量500トン未満の潜水艦は「波号第○○潜水艦」と命名された。
- 水雷艇：鳥の名前。
- 海防艦：島、島嶼、列島の名。「多くの島」を意味する「八十島」と「五百島」も艦名に使われた。太平洋戦争末期に建造された艦は番号名（丙型：奇数番号、丁型：偶数番号）も使われた。
- 水上機母艦：過去の戦役における武勲艦名、抽象名詞。
- 敷設艦：機雷の敷設を主任務とする艦は古戦場名、過去の戦役における武勲艦名。設網を主任務とする艦は鳥の名。
- 敷設艇：島、島嶼、岬の名および番号名。
- 砲艦：名所古蹟の名。
- 潜水母艦：鯨が末尾に付く名。
- 掃海艇・駆潜艇・哨戒艇・輸送艦・特務艇：番号名。
- 特務艦：海峡、水道、瀬戸、港湾、岬、半島の名。
- 雑役船：番号名（公称第○○号）もしくは番号+名詞（第○黒潮など）。1937年から、600トン以上の大型雑役船、曳船および救難船の新造船については、泊地にちなんだ地名（市町村名、地域名など）を使用することができるようになった。[9]

日清戦争・日露戦争期の戦艦・巡洋艦には、「三笠」「松島」「畝傍」など名所古蹟の名を採用したものが多かった。また、日清戦争における清からの捕獲艦はそのまま旧名を使用した（「鎮遠」など）。
天象気象、名所古蹟等に由来する艦名に対し、国内では「（「須磨」「明石」などに対し）源氏物語絵巻みたい」・「（秋月型駆逐艦に対し）待合茶屋の名前ばかりつけて」、外国人による「軍艦らしくない感傷的な名前」という声もあった。

#### 陸軍
大日本帝国陸軍は陸軍運輸部兼船舶司令部を長とする船舶部隊（陸軍船舶部隊）を擁しており、主に兵員や物資の海上輸送を自前で行っていた（なお、陸軍が海軍とは別に揚陸や輸送を目的とする独自の船舶部隊を保有する事は、日本陸軍だけでなく同時期のアメリカ陸軍でも大々的に行われていた行為である）。大半は民間商船（および民間船員）のチャーター・徴用によって輸送は行われていたが、古くより上陸戦に理解のあった日本陸軍は特殊船と称す先進的な揚陸艦（上陸用舟艇母船）を世界に先駆けて多数開発・運用していた。
これら特殊船を中心とする日本陸軍の保有船ないし事実上の保有船には、原則として民間商船と同様に「〜丸」の船名が用いられていた。命名において日本海軍の様な厳格な基準は設けられていないが、特殊船の多くは上陸戦という用途に因み「船の停泊する場所（港・泊地・碇泊場）」といった意味を持つ「つ」ないし「津」の一文字が使用され（「あきつ丸」・「玉津丸」・「吉備津丸」・「摂津丸」・「にぎつ丸」等）、強力曳船の多くは「海」の一文字が使用（「照海丸」、「映海丸」、「南海丸」、「北海丸」など）された。
しかしながら例外も多く、陸軍がまず最初に上陸戦の研究・訓練用として購入した軍隊輸送船である「宇品丸」は、陸軍運輸部の本部も置かれている一大拠点である広島県宇品（宇品港）の地名に由来し、次に建造・保有した日本初にして世界初のドック型揚陸艦（および強襲揚陸艦の先駆け的存在）である「神州丸」の「神州」は、海軍艦艇の「扶桑」等と同様に日本の異称・雅称であった。この他、後の量産特殊船においても「摩耶山丸」・「熊野丸」・「日向丸」が該当する。変わったところでは、うらる丸やりま丸、伯剌西爾丸など外国の地名がついているものもある。これらは民間から徴用された船であり、徴用される前の名前のまま、運用された。
もっとも、他の船舶および舟艇においては「丸」が付かない例外もあり、高速偵察艇である高速艇甲(HB-K)は「稲妻（1号艇）」・「鳴神（2号艇）」・「飛龍（3号艇）」・「吹雪（4号艇）」・「神風（5号艇）」、砲艇である装甲艇（AB艇） には「さきがけ（1号艇）」・「勝鬨（2号艇）」、戦車揚陸艦に相当する機動艇（SS艇）は「蛟竜（1号艇）」・「蟠龍（2号艇）」・「海龍（3号艇）」と、愛称相当の固有船名がそれぞれ命名されていた。しかしながらこれらの艇名（船名）は試作艇とも言える初期生産艇に限られ、以降の量産艇は命名されておらず、機動艇は「機動第3号艇（旧：海龍）」等と改称されている。同様に多数が量産される船舶・舟艇は固有名を持たないものが多く、機動艇の様に「第○号艇」（○は数字）と称された他、輸送潜水艇である潜航輸送艇（マルゆ）は造船所毎の建造順に数字が与えられ「ゆ1」（日立製作所製）、「ゆ1001」（日本製鋼所製）、「ゆ2001」（安藤鉄工所製）等と称されていた。

#### 海上自衛隊
海上自衛隊の命名基準は「海上自衛隊の使用する船舶の区分等及び名称等を付与する標準を定める訓令」（昭和35年（1960年）海上自衛隊訓令第30号）に定められており、「海上自衛隊の使用する船舶の名称を選出する標準について（通知）」（海幕総第3807号。昭和56年8月20日）においてより細やかな規定が定められている。人名、都市名は使用しない、艦名の表記はひらがなのみ、同型艦には基本的に同じ系統の名前を使用する（はつゆき型なら「ゆき」がつくなど）などである。
かつては同型艦の艦名は文字数を揃えるという非公式のルールがあった。このルールが変更されたのは、あぶくま型護衛艦の「ちくま」「とね」からで、文字数が同型艦の4文字から変更されたのは、当時の海幕総務課の担当者の「何処にあるか判らん川の名前を使えるか」というセンスであった。
そのほか、先代の同名の自衛艦が物理的に存在する場合はその艦名を用いないという不文律もあった。あさひ型護衛艦 (2代)の2番艦においては、先代であるあさひ型護衛艦の2番艦「はつひ」が踏襲されると予想されていたが、「はつひ」は1978年にフィリピン海軍に供与され「ラジャ・フマボン」となっており、同艦は2018年3月15日に退役した。あさひ型護衛艦の2番艦は、2017年10月12日に「しらぬい」と命名された。
なお、このルールは旧海軍艦には適用されず、特務艦「宗谷」が海上保安庁の巡視船として船名もそのままに現役であったにもかかわらず、海上自衛隊が新たに建造した敷設艦に「そうや」と命名したなどの例がある。
文部科学省が建造した「しらせ (2代)」は、同省の南極地域観測統合推進本部が艦名の公募事務を行い、公募での1位は「ゆきはら」であったが、南極に足を踏み入れた最初の日本人・白瀬矗の出身地、秋田県にかほ市から「しらせ」の艦名を望む投書が多数届いた。このため「応募と手紙を合わせれば1位となる」として、「防衛省海上自衛隊所属の砕氷艦になることから、防衛省で現在使われている艦艇名は付けられません」とする要項に関しては防衛省との間で調整が行われ「就航時に初代「しらせ」は退役しており、混同する恐れはない」として2代目の「しらせ」とした。また、そもそも初代「しらせ」についても、当時の命名基準「名所旧跡のうち主として山の名」を、「名所旧跡のうち主として山又は氷河の名」と改正した上で命名している。
戦闘に従事する護衛艦では、旧日本海軍の艦名を引き継いだ例が多い。
ただし、はつゆき型・あさぎり型には初の艦名が多いが、これは前述の文字数制限もあり、「ふぶき」「みゆき」「さぎり」などが使えなかった事も一因である。また、深雪は事故喪失艦というのも使われなかった理由であろう。他に使われない艦名には「やまと」(「しらせ (初代)」建造の際は将来建造される新型艦の名称として残しておきたいという理由で外された)、「かみかぜ」(戦後の復員輸送中に難破し喪失。また、神風特別攻撃隊を連想させる)などがある。
護衛艦の命名について政治的な配慮がなされることがある。周知の事例としては、護衛艦「しらね」は、本来は別の艦名が予定されていたとされるが、当時の防衛庁長官金丸信の地元である山梨県にある白峰三山（しらねさんざん）の名称を採用した（旧海軍に「しらね」に該当する艦名の一等巡洋艦、巡洋戦艦は存在しなかった）。
- ヘリコプター搭載護衛艦 (DDH)：地方名（＝旧国名）・山岳名。ひゅうが型以降は旧国名が採用されている。
はるな型などこれまでのヘリコプター護衛艦は山岳から名を取っており、旧海軍の一等巡洋艦（重巡洋艦）・巡洋戦艦の名が与えられていた。一方、2007年に進水した実質的なヘリ空母であるひゅうが型は、命名基準にある「地域名」の範疇として、旧海軍で戦艦の名（伊勢型2番艦「日向」と同名）とされていた旧国名をDDHとして初めて採用した。2番艦「いせ」も、同じく伊勢型戦艦1番艦の名前である。これは次級となるいずも型護衛艦にも踏襲され、1番艦「いずも」は出雲型装甲巡洋艦「出雲」の名前を、2番艦「かが」は、旧海軍の航空母艦「加賀」の名前を継いだ。
- ミサイル護衛艦 (DDG)：山岳名・天象気象。こんごう型以降は山岳名が採用されている。
以前の艦隊防空用艦対空ミサイルを搭載したミサイル護衛艦には、「あまつかぜ」以来「〜かぜ」の艦名が与えられていた。しかし、こんごう型以降のイージスシステムを搭載したミサイル護衛艦には山岳名がつけられるようになった。
- 汎用護衛艦 (DD)：天象気象。
はるかぜ型（戦後初の国産自衛艦）の命名にあたり、「はるかぜ」と「ゆきかぜ」が用いられたことに始まる。以後の国産汎用護衛艦 (DD) は「〜なみ」、「〜あめ」、「〜くも」、「〜つき」、「〜ゆき」、「〜きり」とつづき、21世紀に入ってふたたび「〜あめ」、「〜なみ」、「〜つき」が使用されるようになった。
- 地方隊用護衛艦 (DE)：河川の名前。
初期には「あさひ」「あけぼの」などもあったが、いすず型以降は、河川の名前が定着した。後継となるもがみ型護衛艦（FFM）においても、2020年11月19日に進水した2番艦「くまの」共々河川の名前を採用している。
- 潜水艦：海象・水中動物・瑞祥動物。
海上自衛隊初の潜水艦としてアメリカから貸与されたガトー級潜水艦「ミンゴ」(Mingo, SS-261) に「くろしお」の名前が与えられたことに始まる。2007年11月5日付の改正で「瑞祥動物」が追加された。瑞祥動物は「そうりゅう」が最初の採用例である。水中動物の名前が与えられた潜水艦はこれまで登場していなかったが、2020年10月14日に進水した「たいげい」において初めて採用された。
- 掃海艦・掃海艇：島の名前。
- 掃海母艦：海峡の名前。
- 大型の輸送艦：半島の名前。
- 練習艦：神社の名前。
- 訓練支援艦：峡谷の名前
- 多用途支援艦；灘の名前
- 海洋観測艦：海浜(浦)の名前
- 音響測定艦：海湾の名前
- 砕氷艦：山又は氷河の名前。
- 敷設艦：岬の名前
- 試験艦：文明・文化に関係する土地の名前
- 潜水艦救難艦・潜水艦救難母艦：城郭の名前。
- 補給艦：湖沼の名前。
- 小型艇：番号・鳥の名前。

#### 陸上自衛隊
陸上自衛隊艦の命名規則は知られていないが、ようこう (輸送艦)・にほんばれ (輸送艦)など天象・気象から取られた平仮名となっている。

#### 海上保安庁
海上保安庁が現在保有する巡視船名の表記はいずれもひらがなのみだが、海上自衛隊とは異なり促音、拗音に小さな文字を使用しない。測量船のみ漢字表記が用いられている。脚韻を踏む慣例も採用されており、同じ級の船名は一つの命名基準によって命名されるが、近年は複数の命名源が使用されることもある。
大型巡視船の船名には地名が主用されており、ヘリコプター搭載巡視船は日本国の異名（2機搭載型）や旧国名・海峡・水道・山岳（1機搭載型）から、大型巡視船 (PL) は半島・島嶼・岬・湾・海岸から、中型巡視船 (PM) は河川・島嶼から、小型巡視船 (PS) は山岳からとなっている。小型巡視船は天象気象、花卉、星や星座の名前が使用されている。このうち天象気象名は海上自衛隊と同様の命名がなされており、「〜かぜ」、「〜きり」、「〜くも」など旧海軍の駆逐艦、海上自衛隊の護衛艦と同名の巡視船も多い。また、消防船 (FL) は「〜りゆう」（「ひりゆう」FL-01など）、消防艇 (FS) は滝の名（きよたき型消防艇）、灯台見回り船は「〜うん」（「せきうん」LM-203など）、「〜ひかり」（「にじひかり」LS-235など）、「〜こう」（「げつこう」LS-187など）、測量船は「〜洋」（「昭洋」HL-01など）の語尾が採用されている。花卉の一部や星、星座名を使用する巡視艇、監視取締艇では「こすもす」CL-246、「こめつと」SS-30といった日本語に由来しない名前も多く採用されている。星、星座名では「おりおん」SS-51のように日本で慣用的に使用されている発音が採用されており、「オライオン」のような英語の発音ではない。「あいりす」CL-239と「あやめ」CL-134、「ぽらりす」SS-35と「ぽおらすたあ」SS-36のように、そもそも原義が同じ単語も採用されている。現在は在籍していないが、Mナンバーの雑船は、個船名は付されずにそのまま「M+3桁の番号」で呼ばれていた。
海上保安庁では地域性に即した活動を目標として各地の海上保安部に近接する地名をその保安部に所属する巡視船に命名しているため、配属替えに伴って船名を変更する慣例がある。配属替えは頻繁に行われるので船名変更もまた頻繁に行われている。例えば平成16年度には福岡海上保安部所属の「げんかい」PL-121が横浜海上保安部に配属が変更されて「あまぎ」に改名され、横浜海上保安部から石垣海上保安部に異動した「あまぎ」PL-128は「よなくに」に改名された。この慣例によって巡視船の一生で変わらない物は船番号のみとなっている。しかし、この慣例もPM-95「あまみ」のような例外がある。

### フランス
フランス海軍では欧州各国と同じく地名、人名などが艦名に用いられる。例えば人名では「クールベ」は清仏戦争で功績を挙げたアメデ・クールベ提督から、また、地名由来では「ダンケルク」などがある。なお、人名は基本は姓のみが慣わしであるが、同名同語による誤解を避けるためにフルネームにしたり、知名度の低い人物の場合は役職名（例：アミラル＝提督）を付ける事もある。人名での有名どころはルイ13世時代の宰相・枢機卿「リシュリュー」、百年戦争における救国の乙女「ジャンヌ・ダルク」、第5共和制初代大統領「シャルル・ド・ゴール」などがある。
他には軍事には関係の薄い政治家や科学者を準弩級戦艦や巡洋艦の艦名に採用しており、政治家では「ダントン級」が最多で、「ダントン」、「ミラボー」、「ディドロ」、「コンドルセ」、「ヴォルテール」とフランス革命の時代とそれに先立つ啓蒙思想時代の人物で統一してある。共和国の歴史を誇りとするフランスにとって、これらの革命家、思想家たちは他国の独立の父たちに類似した存在である。科学者では質量保存の法則の「ラヴォワジェ」、哲学者では『方法序説』の著者「デカルト」などが巡洋艦で存在する。その他には「栄光」の意味を持つ「グロワール」、国歌「マルセイエーズ」、フランス革命暦「フロレアル」などがある。
珍しい命名としてフランスの探検家であるジャン＝バティスト・シャルコーがモットーとし、自身の船名にもしていたプルクワ・パ?（「なぜ駄目なのか？」の意）がある。

### 移籍艦
平時・戦時の譲渡・販売、戦中の接収、戦後の賠償、さらには新たな国家の成立などで軍艦が別の国に移籍することがある。通常は新たな艦名が付けられるが、使用文字が同系の場合は「鎮遠」（清国→日本）、「Guerriére」 (en:HMS Guerriere (1806)) （フランス→イギリス、綴りのアクサンが取れた）のように字はそのままで読みだけを自国風に変えて使用する例もある。また艦名の意味をそのままに自国語に翻訳して改名した例もある。アメリカの空母「ベロー・ウッド」はフランスの地名（ベローの森）に由来する名だが、戦後フランスに譲渡されて同じ意味のフランス語「ボア・ベロー」と改名された。日本の通報艦満州は元ロシア帝国の汽船マニジューリヤで同じ意味であった。

## 女性の名前
日本では人名を艦名に採用する例がなく、あっても○○丸などのように中世の男児の幼名のような形となる場合が多い。しかし、日本以外では人名を付すことがあるため、当然ながら女性名を命名した艦がある。
女性君主の名を採用した例ではイギリスの戦艦や空母のクイーン・エリザベス、ロシア戦艦エカチェリーナ2世などがある。フランスには歴代のジャンヌ・ダルクがある。アメリカも古くから小型艦艇に実在の女性の名前を付けてきた。また、キリスト教国では聖女の名を艦名に選ぶことも多くあった。
なお英語圏では、船は女性名詞として扱われる。『船は女性名詞、男性が産める唯一の娘』という日本造船関係者の発言もある。